# Samson Baidoo
Samson Baidoo (Graz, 31 de marzo de 2004) es un futbolista austríaco que juega de defensa en el R. C. Lens de la Ligue 1.

## Trayectoria
A inicios de 2018 ficha por el Red Bull Salzburgo para jugar en los escalafones inferiores. Tras su paso por todas las categorías desde la sub-15, en el 2021 pasó a formar parte del FC Liefering. A pesar de haber disputado desde los 16 años amistosos con el primer equipo bajo las órdenes de Jesse Marsch, no debutó con el Red Bull hasta el 14 de mayo de 2023 en partido contra el LASK Linz.
Dejó el equipo austriaco en julio de 2025 para jugar en el R. C. Lens.

## Selección nacional
En octubre de 2023 fue convocado por la selección absoluta de Austria, en la que ya había jugado en las demás categorías. Debutó en la derrota contra Bélgica por 2 a 3 saliendo desde el banquillo en el minuto 66 en sustitución de Kevin Danso.

## Estadísticas

### Clubes
Actualizado al último partido disputado el 6 de noviembre de 2024.
| Club                         | Div.          | Temporada     | Liga  | Liga  | Copas nacionales | Copas nacionales | Copas internacionales | Copas internacionales | Total | Total |
| Club                         | Div.          | Temporada     | Part. | Goles | Part.            | Goles            | Part.                 | Goles                 | Part. | Goles |
| ---------------------------- | ------------- | ------------- | ----- | ----- | ---------------- | ---------------- | --------------------- | --------------------- | ----- | ----- |
| F. C. Liefering · Austria    | 2.ª           | 2021-22       | 25    | 0     | —                | —                | —                     | —                     | 25    | 0     |
| F. C. Liefering · Austria    | 2.ª           | 2022-23       | 21    | 1     | —                | —                | —                     | —                     | 21    | 1     |
| F. C. Liefering · Austria    | Total club    | Total club    | 46    | 1     | 0                | 0                | 0                     | 0                     | 46    | 1     |
| Red Bull Salzburgo · Austria | 1.ª           | 2022-23       | 4     | 0     | 1                | 0                | 0                     | 0                     | 5     | 0     |
| Red Bull Salzburgo · Austria | 1.ª           | 2023-24       | 17    | 2     | 1                | 0                | 5                     | 0                     | 23    | 2     |
| Red Bull Salzburgo · Austria | 1.ª           | 2024-25       | 9     | 0     | 1                | 0                | 7                     | 0                     | 17    | 0     |
| Red Bull Salzburgo · Austria | Total club    | Total club    | 30    | 2     | 3                | 0                | 12                    | 0                     | 45    | 2     |
| Total carrera                | Total carrera | Total carrera | 76    | 3     | 3                | 0                | 12                    | 0                     | 91    | 3     |

## Palmarés

### Títulos nacionales
| Título     | Club               | País    | Año  |
| ---------- | ------------------ | ------- | ---- |
| Bundesliga | Red Bull Salzburgo | Austria | 2023 |